# Wojciech Siudmak

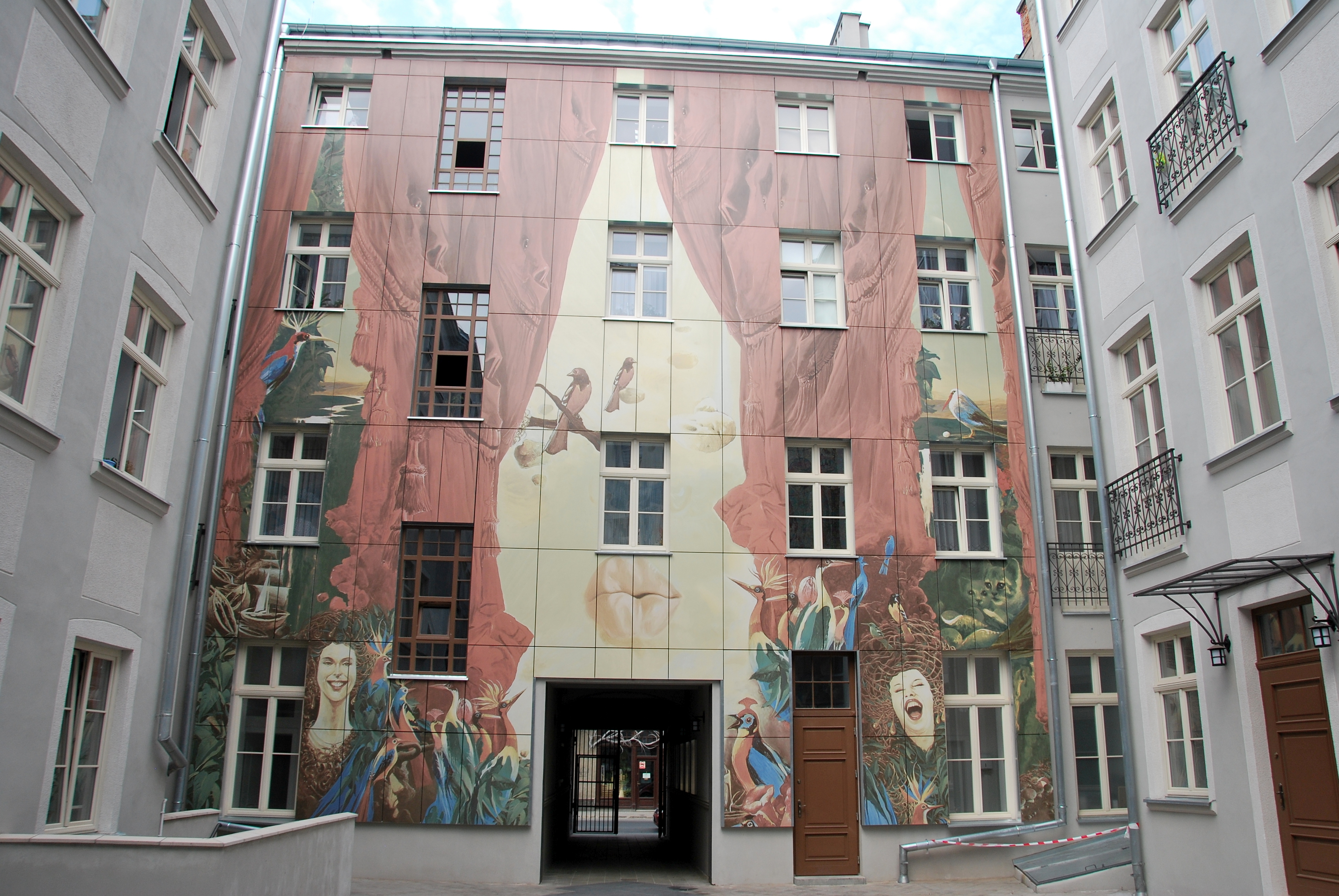
Falfestménye Łódźban

Wojciech Siudmak (Wieluń, 1942. október 10. –) lengyel festő és szobrász, aki élete nagy részében Franciaországban élt.

## Élete

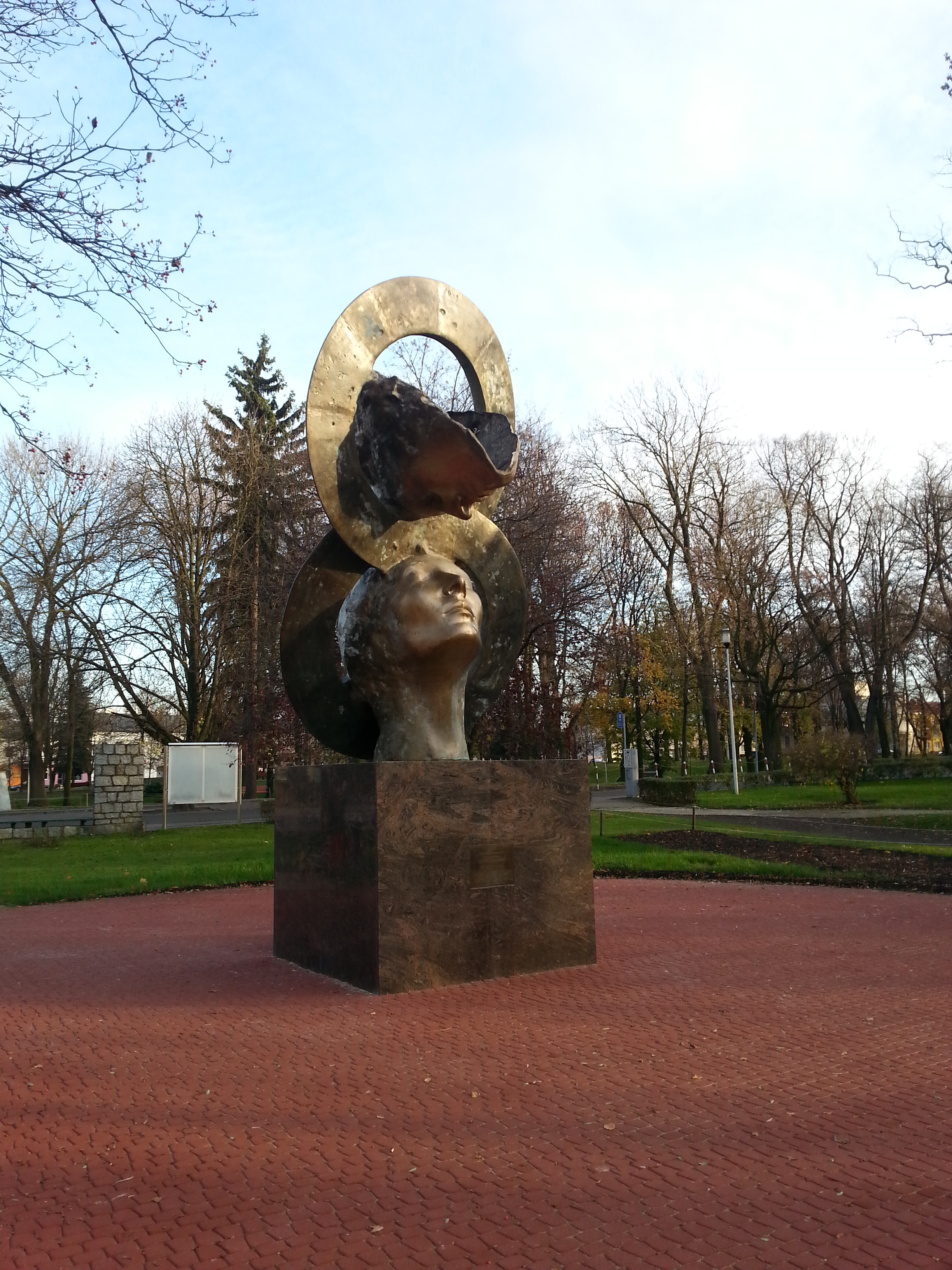
Az Örök szerelem emlékműve Wieluńban

1942. október 10-én született Wieluńban. 1956 és 1961 között a Varsói Képzőművészeti Akadémia hallgatója volt. 1966 szeptemberében Párizsba ment, és az École des Beaux-Artsban folytatta a tanulmányait. Közel 50 éve él és alkot Franciaországban.
A műveit gyakran használják illusztrációként sci-fi és fantasy témájú irodalmi művekhez, többek között Philip K. Dick regényeihez vagy Frank Herbert Dűne-sorozatának lengyel kiadásához. Ismert a zenei albumborítók készítéséről is, többek között az Eloy 1977-es, az Ocean című albumának díjnyertes borítóját is ő készítette. 1985-ben festette meg az Örök szerelem című képét, mely a békés együttélés üzenetét tartalmazza a világ felé. A témát tovább folytatta emlékmű formájában, a szobrot 2013. augusztus 31-én avatták fel Wieluńban.

### Wieluń bombázásának emléke
Wojciech Siudmak Wieluńban született, amelyet később, a második világháborúban bombatámadás pusztított el, és ekkor az idősebb testvérei megsebesültek. Siudmak emlékezetébe véste az elpusztult város kétségbeesését és megsemmisülését. A település házainak mintegy 75%-a elpusztult, a Luftwaffe bombázásának 1200 halálos áldozata volt. Az 1939-es tragédiát soha nem felejtette el, műveiben is emléket állított a tragédiának.

## Fordítás
- Ez a szócikk részben vagy egészben  a   Wojciech Siudmak című angol Wikipédia-szócikk ezen változatának fordításán alapul.  Az eredeti cikk szerkesztőit annak laptörténete sorolja fel. Ez a jelzés csupán a megfogalmazás eredetét és a szerzői jogokat jelzi, nem szolgál a cikkben szereplő információk forrásmegjelöléseként.